# Lodowiec Szelfowy Abbota

Główne lodowce szelfowe Antarktydy (2008):
Lodowiec Szelfowy Rossa
Lodowiec Szelfowy Ronne i Lodowiec Szelfowy Filchnera
Lodowiec Szelfowy Amery’ego
Larsen C
Lodowiec Szelfowy Riiser-Larsena
Lodowiec Szelfowy Fimbul
Lodowiec Szelfowy Shackletona
Lodowiec Szelfowy Jerzego VI
Zachodni Lodowiec Szelfowy
Lodowiec Szelfowy Wilkinsa
Lodowiec Szelfowy Abbota
Lodowiec Szelfowy Getza

     Lodowiec Szelfowy Rossa
     Lodowiec Szelfowy Ronne i Lodowiec Szelfowy Filchnera
     Lodowiec Szelfowy Amery’ego
     Larsen C
     Lodowiec Szelfowy Riiser-Larsena
     Lodowiec Szelfowy Fimbul
     Lodowiec Szelfowy Shackletona
     Lodowiec Szelfowy Jerzego VI
     Zachodni Lodowiec Szelfowy
     Lodowiec Szelfowy Wilkinsa
     Lodowiec Szelfowy Abbota
     Lodowiec Szelfowy Getza
Lodowiec Szelfowy Abbota (ang. Abbot Ice Shelf ) – lodowiec szelfowy w zachodniej Antarktydzie, przylegający do Wybrzeża Eightsa, między Morzem Bellingshausena na północy i Morzem Amundsena na południu.

## Nazwa
Lodowiec został nazwany na cześć amerykańskiego admirała Jamesa Lloyda Abbota (1918–2012), który dowodził Naval Support Force Antarctica w latach 1967–1969.

## Geografia
Lodowiec Szelfowy Abbota leży w Antarktydzie Zachodniej, u Wybrzeża Eightsa, rozciągając się między Cape Waite na półwyspie King Peninsula a Phrogner Point na Fletcher Peninsula. Zajmuje powierzchnię 27 tys. km², a jego wymiary to ok. 400 km długości i 60 km szerokości. Znajduje się pomiędzy Morzem Bellingshausena na północy i Morzem Amundsena na południu .
Na północ od jego zachodniej krawędzi leży Wyspa Thurstona , oddzielona od kontynentu pokrytą lodowcem cieśniną Peacock Sound. W Peacock Sound znajdują się także wyspy Sherman Island, Carpenter Island, Dustin Island, Johnson Island, McNamara Island, Farwell Island i Dendtler Island.
W latach 1979–2017 podwoiła się średnia roczna masa topniejącego lodu lodowca z 2 do 4 gigaton na rok .

## Historia
Lodowiec został po raz pierwszy zoczony podczas amerykańskich lotów z USS Bear w 1940 roku. Lodowiec został zmapowany na podstawie zdjęć wykonanych z powietrza w ramach Operacji Highjump w latach 1946–1947.